# HMS Arabis (K73)
«Арабіс» (англ. HMS Arabis (K73) — військовий корабель, корвет типу «Флавер» Королівського військово-морського флоту Великої Британії та ВМС США за часів Другої світової війни.
Корвет «Арабіс» був закладений 30 жовтня 1939 року на верфі компанії Harland and Wolff у Белфасті. 14 лютого 1940 року він був спущений на воду, а 5 квітня 1940 року увійшов до складу Королівських ВМС Великої Британії.

## Історія служби

### 1941р.
З січня до травня 1941 року «Арабіс» входив до складу 8-ї ескортної групи, в якій перебували лідер есмінців «Малькольм» есмінці «Вотчмен», «Сардонікс», «Скімітар», «Роскінгем», корвети «Вербена», «Вайолет», «Монкшуд», «Петунія», «Далія». Група виконувала завдання із супроводу транспортних конвоїв через Атлантику.
З 27 по 30 червня 1941 року 8-ма група супроводжувала конвой HX 133, який піддався потужним атакам німецьких підводних човнів. За одну ніч конвой втратив 5 суден. 29 червня «Малькольм» з есмінцем «Скімітар», корветами «Арабіс» і «Вайолет» та мінним тральщиком «Спідвелл» знищили південніше Ісландії німецький підводний човен U-651, з борту якого були врятовані 45 членів екіпажу.
Протягом двох років служби в Королівському флоті під час битви за Атлантику «Арабіс» супроводжував 47 атлантичних і 11 гібралтарських конвоїв, допомагаючи в безпечному проході понад 2000 суден, хоча деякі згодом були втрачені.